# Śrubowce
Śrubowce (łac. Spirillum) – rodzaj Gram-ujemnych bakterii z rzędu Nitrosomonadales. Nazwa bierze się od spiralnej, skręconej morfologii ich komórek. Zazwyczaj występują w stojących wodach słodkich. Zdolne do aktywnego pływania za pomocą występujących na obu biegunach komórki wiązek lub pojedynczych wici charakteryzujących się dużą długością fali i około jednym skrętem. 
Śrubowiec mniejszy (Spirillum minus) powoduje jedną z odmian gorączki od ugryzienia szczura (szczurza gorączka).